# Žiča

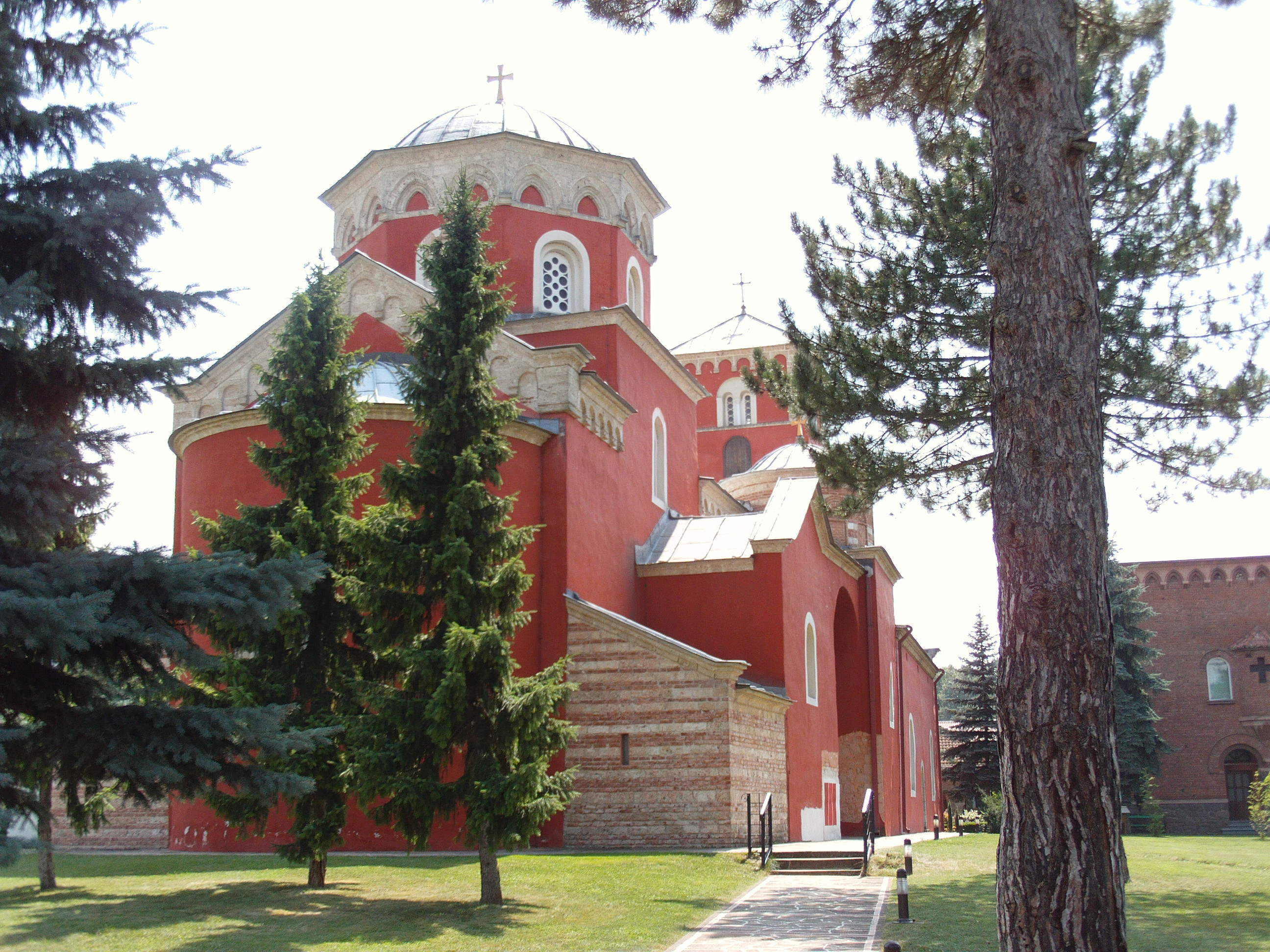
Het klooster van Žiča

Žiča (Servisch: Жича) is een plaats in de Servische gemeente Kraljevo. De plaats telt 3982 inwoners (2002).
Aan de rand van het dorp bevindt zich het middeleeuwse Servisch-orthodox klooster.